# Gouvernement provincial de Kinshasa
Le gouvernement provincial de Kinshasa est l’administration de la ville-province de Kinshasa, composé d’un gouverneur, d’un vice-gouverneur et des ministres provinciaux.